# Saint-Michel-de-Montaigne
Saint-Michel-de-Montaigne település Franciaországban, Dordogne megyében. Lakosainak száma 323 fő (2022. január 1.). Saint-Michel-de-Montaigne Montpeyroux, Belvès-de-Castillon, Castillon-la-Bataille, Gardegan-et-Tourtirac, Les Salles-de-Castillon, Montcaret és Lamothe-Montravel községekkel határos.

## Népesség
A település népessége az elmúlt években az alábbi módon változott:
| Lakosok száma | 291  | 283  | 292  | 347  | 351  | 345  | 337  | 326  | 325  | 323  |
|               | 1968 | 1982 | 1990 | 2006 | 2013 | 2015 | 2017 | 2019 | 2020 | 2022 |